# Terre-Clapier
Terre-Clapier (okzitanisch: Tèrra Clapièr) ist eine Commune déléguée in der französischen Gemeinde Terre-de-Bancalié mit 252 Einwohnern (Stand: 1. Januar 2022) im Département Tarn in der Region Okzitanien. 
Die Gemeinde Terre-Clapier wurde am 1. Januar 2019 mit Saint-Lieux-Lafenasse, Ronel, Roumégoux, Saint-Antonin-de-Lacalm und Le Travet zur Commune nouvelle Terre-de-Bancalié zusammengeschlossen. Sie hat seither den Status einer Commune déléguée. Terre-Clapier gehört zum Arrondissement Albi und war Teil des Kantons Le Haut Dadou.

## Geographie
Terre-Clapier liegt etwa 19 Kilometer südöstlich von Albi. Umgeben wurde die Gemeinde Terre-Clapier von den Nachbargemeinden Mouzieys-Teulet im Norden und Nordwesten, Villefranche-d’Albigeois im Nordosten, Teillet im Osten, Le Travet im Süden und Südosten, Saint-Antonin-de-Lacalm im Süden, Roumégoux im Südwesten sowie Fauch im Westen.

## Bevölkerungsentwicklung
| Jahr                      | 1962 | 1968 | 1975 | 1982 | 1990 | 1999 | 2006 | 2013 |
| Einwohner                 | 276  | 247  | 244  | 234  | 218  | 215  | 235  | 257  |
| Quelle: Cassini und INSEE |      |      |      |      |      |      |      |      |

## Sehenswürdigkeiten
- Kirche Saint-Salvy
- Burgruine Plégades